# 同步轨道

同步轨道的一个例子

同步軌道是指在軌道上運行的物體（通常是衛星），其公轉週期與所環繞物體（通常是行星）的平均旋轉週期不僅相同，並且其運行方向也一致。

## 簡化的含意
同步軌道是一種軌道，其在軌道中的物體（例如人造衛星或衛星）完成一次軌道的時間與它所圍繞的物體旋轉一次的時間相同。

## 性質
同步軌道上的衛星，其軌道既要在赤道上，也要是圓形，看起來似乎一動也不動的懸浮在行星赤道上的一個固定點，也就是所謂的地球靜止軌道。然而，不是所有的同步軌道都要在赤道上，也不一定是圓軌道。非赤道同步軌道的物體將出現在行星赤道上的一個點上向南北擺動，而在橢圓軌道上的物體，將出現項東西方向的擺動。從被環繞的天體看，這兩種運動的組合產生一個8字圖形的模式，稱為日行跡。

## 命名
同步軌道有許多專用的術語，具體取決於被環繞的物體；以下是較常見的一些。在地球赤道平面上，圓軌道的同步衛星，稱為地球靜止軌道。更一般的情況是，當軌道想地球赤道傾斜或非圓形時，稱為地球同步軌道。於圍繞火星同步軌道的相對應術語是火星靜止軌道。

## 公式
對於靜止的同步軌道：
{\displaystyle R_{syn}={\sqrt[{3}]{G(m_{2})T^{2} \over 4\pi ^{2}}}}。
G = 萬有引力常數
m2 = 天體的質量
T = 天體的自轉週期
通過這個公式，可以找到物體相對於給定天體的靜止軌道。
軌道速度（衛星在太空中移動的速度）的計算方法是將衛星的角速度乘以軌道半徑

## 例子
天文學上的一個例子是冥王星最大的衛星Charon。
更常見的是用於通訊的人造衛星，例如使用同步軌道的地球靜止衛星。
對於天然的衛星，只有通過潮汐鎖定其母體才能達到同步軌道，它總是與衛星的同步自轉同時發生。這是因為較小的物體會較快被潮汐鎖定，在到達同步軌道之前，它已經被鎖定同步自轉很長的一段時間。
| 軌道                 | 物體的質量（公斤） | 恆星週期     | 半長軸（公里）         | 高度                   |
| -------------------- | ------------------ | ------------ | ---------------------- | ---------------------- |
| 靜止軌道（地球）     | 5.97237×1024       | 0.99726968 d | 42,164 km（26,199 mi） | 35,786 km（22,236 mi） |
| 火星靜止軌道（火星） | 6.4171×1023        | 88,642 s     | 20,428 km（12,693 mi） |                        |
| 穀神星靜止軌道       | 9.3835×1020        | 9.074170 h   | 1,192 km（741 mi）     | 722 km（449 mi）       |
| 冥王星靜止軌道       |                    |              |                        |                        |